# IC 1699
IC 1699 — галактика типу NF (в процесі підтвердження) у сузір'ї Риби.
Цей об'єкт міститься в оригінальній редакції індексного каталогу.